# Abais Buggy
Abais Buggy Indústria e Comércio Ltda. war ein brasilianischer Hersteller von Automobilen.

## Unternehmensgeschichte
Das Unternehmen aus Aracaju begann 1987 mit der Produktion von Automobilen. Der Markenname lautete Abais. Verkaufsstellen gab es in Belo Horizonte, Maceió, Recife und Salvador. 1995 endete die Produktion. Eine staatliche Quelle kennt Fahrzeuge der Baujahre bis 1994.

## Fahrzeuge
Im Angebot standen VW-Buggies. Die Basis bildete wahlweise das gekürzte Fahrgestell vom VW Käfer oder das vom VW Brasília. Darauf wurde eine offene Karosserie aus Fiberglas montiert. An der Front befanden sich rechteckige Scheinwerfer.